# 기비정 (오카야마현)
기비정(吉備町)은 일본 오카야마현 쓰쿠보군에 있던 정이다. 현재의 오카야마시 기타구 기비 지구에 해당한다.

## 역사
- 1871년 7월 14일 폐번치현에 의해, 니와세번이 니와세현이 된다.
- 1871년 11월 15일 니와세현 외 11개현이 합병해, 후카츠현(후의 오다현)을 신설하였다.
- 1875년 12월 10일 오다현이 오카야마현에 편입 합병했기 때문에 오카야마현의 관할하에 두었다.
- 1889년 6월 1일 - 정촌제 시행에 의해 기비군 니와세촌, 쓰쿠보군 나쓰카와촌이 발족하였다.
- 1901년 2월 6일 - 기비군 나와세촌이 정으로 승격해 나와세정이 되었다.
- 1904년 6월 1일 - 쓰쿠보군 나쓰카와촌이 정으로 승격해 나쓰카와정이 되었다.
- 1937년 5월 5일 - 쓰쿠보군 나쓰카와정, 기비군 나와세정이 합병해 기비정이 되었다.
- 1971년 3월 8일 - 오카야마시에 편입해 폐지되었다.

## 교통

### 철도
- 일본국유철도
  - 산요본선

### 참고문헌
- 岡山県総務部統計課, 편집. (1970년 10월 1일). 《岡山県市町村勢要覧》. 昭和44年刊. 岡山: 岡山県統計協会. doi:10.11501/9528441. OCLC 703790315. 다음 글자 무시됨: ‘和書 ’ (도움말);
- 山陽新聞社, 편집. (1970년 10월 1일). 《山陽年鑑》. 昭和46年版. 岡山: 山陽新聞社. doi:10.11501/9572432. OCLC 703818864. 다음 글자 무시됨: ‘和書 ’ (도움말);
- 岡山市企画室企画課, 편집. (1971년 4월 30일). 《岡山市と周辺市町村合併の記録》. 岡山: 岡山市. doi:10.11501/9773871. OCLC 672970922. 다음 글자 무시됨: ‘和書 ’ (도움말);
- 角川日本地名大辞典編纂委員会, 편집. (1989년 7월 8일). 《角川日本地名大辞典》 33. 東京: 角川書店. doi:10.11501/12288356. ISBN 978-4-04-001330-5. OCLC 673246624. 다음 글자 무시됨: ‘和書 ’ (도움말);